# Rosella Thorne
Emelie Rosella Marie Thorne (verheiratete Johnson; * 11. Dezember 1930 in Montreal; † 16. April 2022 in Merced, Kalifornien) war eine kanadische Sprinterin, Weit- und Hochspringerin und Hürdenläuferin.
Bei den British Empire Games 1950 in Auckland wurde sie Fünfte im Hochsprung, Siebte im Weitsprung und scheiterte über 80 m Hürden im Vorlauf. 1952 schied sie bei den Olympischen Spielen in Helsinki über 100 m, im Weitsprung und in der 4-mal-100-Meter-Staffel jeweils in der ersten Runde aus. Je zweimal wurde sie Kanadische Meisterin über 80 m Hürden (1948, 1949) und im Weitsprung (1953, 1954).
Bei den British Empire Games 1954 in Vancouver wurde sie Vierte im Weitsprung. Zwei Jahre später beendete sie ihre sportliche Laufbahn. Im selben Jahr heiratete sie und zog nach Merced, wo sie am dortigen College Mathematik unterrichtete. Sie starb am 16. April 2022 im Alter von 91 Jahren.

## Persönliche Bestleistungen
- 100 Yards: 11,3 s, 1950
- Weitsprung: 5,46 m, 1950